# DC Extended Universe
DC Extended Universe (DCEU) byla mediální franšíza a fikční svět, jehož hlavní částí byla série celovečerních superhrdinských filmů studia Warner Bros. na motivy komiksů vydavatelství DC Comics. Prvním snímkem DCEU se stal Muž z oceli (2013), reboot Supermanovy filmové série, na který navázaly filmy Batman v Superman: Úsvit spravedlnosti (2016), Sebevražedný oddíl (2016), Wonder Woman (2017), Liga spravedlnosti (2017; + režisérský sestřih Liga spravedlnosti Zacka Snydera z roku 2021), Aquaman (2018), Shazam! (2019), Birds of Prey (Podivuhodná proměna Harley Quinn) (2020), Wonder Woman 1984 (2020), Sebevražedný oddíl (2021), Black Adam (2022), Shazam! Hněv bohů (2023), Flash (2023), Blue Beetle (2023) a jako poslední Aquaman a ztracené království (2023). V roce 2022 bylo zrušeno dokončení již natočeného filmu Batgirl, který byl původně určen pro streamovací platformu HBO Max. Kromě celovečerních filmů je součástí DC Extended Universe také první řada televizního seriálu Peacemaker (2022). DCEU bylo na konci roku 2024 nahrazeno měkkým restartem s názvem DC Universe pod kreativním vedením Jamese Gunna a Petera Safrana.
Po finančním úspěchu filmu Aquaman studia DC Films a Warner Bros. uvedla, že se nadále nebudou zaměřovat na tvorbu společného vesmíru, ale na samostatně stojící filmy, jejichž děj se bude točit kolem jednotlivých postav.

## Název
Po oznámení filmové série byl tento vesmír po vzoru Marvel Cinematic Universe (MCU) od společnosti Marvel Studios fanoušky a médii běžně nazýván „DC Cinematic Universe“ (DCCU). Termín „DC Extended Universe“ (DCEU) poprvé použil Keith Staskiewicz ve svém článku o filmu Batman v Superman: Úsvit spravedlnosti, zveřejněném 1. července 2015 v časopisu Entertainment Weekly. Z jeho strany se však jednalo pouze o nadsázku v označení série propojených filmů, která v té době neměla oproti MCU oficiální název. Staskiewiczovo označení a zkratka DCEU se však začaly šířit tiskem i mezi fanoušky, kteří je v následujících letech brali jako oficiální název série. Podle Abrahama Riesmana, píšícího pro stránku Vulture, mu společnost DC v září 2017 potvrdila, že daný pojem interně nepoužívají a nepovažují ho ani za oficiální.
Na začátku roku 2016 vyšel dokumentární speciál DC Films Presents: Dawn of the Justice League, v němž komiksový scenárista Geoff Johns a filmový tvůrce Kevin Smith označili franšízu jako „Justice League Universe“. Během panelu pořádaném studiem DC Films v roce 2018 na sandiegském Comic-Conu se po představení některých chystaných filmů objevil videobanner se slovy „Welcome to the Worlds of DC“. Některá média si banner vyložila tak, že se DC rozhodlo oficiálně pojmenovat svůj filmový vesmír jako „Worlds of DC“. V březnu 2020 však komiksový kreslíř Jim Lee na veletrhu C2E2 nazval franšízu termínem DC Extended Universe. V květnu následujícího roku bylo při spuštění streamovací služby HBO Max společností WarnerMedia potvrzeno, že DC Extended Universe je oficiálním názvem série.
V říjnu 2022 společnost Warner Bros. Discovery jmenovala do čela DC Studios filmového producenta Petera Safrana a režiséra Jamese Gunna a ve své tiskové zprávě označila filmové a televizní tituly ze světa DC termínem „DC Universe“ (DCU).

## Filmy
| Český název                                      | Originální název                                                     | Datum vydání v USA | Režie              | Scénář                                         | Produkce                                                                             |
| ------------------------------------------------ | -------------------------------------------------------------------- | ------------------ | ------------------ | ---------------------------------------------- | ------------------------------------------------------------------------------------ |
| Muž z oceli                                      | Man of Steel                                                         | 14. června 2013    | Zack Snyder        | David S. Goyer                                 | Charles Roven, Christopher Nolan, Emma Thomas a Deborah Snyder                       |
| Batman v Superman: Úsvit spravedlnosti           | Batman v Superman: Dawn of Justice                                   | 25. března 2016    | Zack Snyder        | Chris Terrio a David S. Goyer                  | Charles Roven a Deborah Snyder                                                       |
| Sebevražedný oddíl                               | Suicide Squad                                                        | 5. srpna 2016      | David Ayer         | David Ayer                                     | Charles Roven a Richard Suckle                                                       |
| Wonder Woman                                     | Wonder Woman                                                         | 2. června 2017     | Patty Jenkins      | Allan Heinberg                                 | Charles Roven, Deborah Snyder, Zack Snyder a Richard Suckle                          |
| Liga spravedlnosti                               | Justice League                                                       | 17. listopadu 2017 | Zack Snyder        | Chris Terrio a Joss Whedon                     | Charles Roven, Deborah Snyder, Jon Berg a Geoff Johns                                |
| Aquaman                                          | Aquaman                                                              | 21. prosince 2018  | James Wan          | David Leslie Johnson-McGoldrick a Will Beall   | Peter Safran a Rob Cowan                                                             |
| Shazam!                                          | Shazam!                                                              | 5. dubna 2019      | David F. Sandberg  | Henry Gayden                                   | Peter Safran                                                                         |
| Birds of Prey (Podivuhodná proměna Harley Quinn) | Birds of Prey (and the Fantabulous Emancipation of One Harley Quinn) | 7. února 2020      | Cathy Yan          | Christina Hodson                               | Margot Robbie, Bryan Unkeless a Sue Kroll                                            |
| Wonder Woman 1984                                | Wonder Woman 1984                                                    | 25. prosince 2020  | Patty Jenkins      | Patty Jenkins, Geoff Johns a David Callaham    | Charles Roven, Deborah Snyder, Zack Snyder, Patty Jenkins, Gal Gadot a Stephen Jones |
| Liga spravedlnosti Zacka Snydera                 | Zack Snyder's Justice League                                         | 18. března 2021    | Zack Snyder        | Chris Terrio                                   | Charles Roven a Deborah Snyder                                                       |
| Sebevražedný oddíl                               | The Suicide Squad                                                    | 6. srpna 2021      | James Gunn         | James Gunn                                     | Charles Roven a Peter Safran                                                         |
| Black Adam                                       | Black Adam                                                           | 21. října 2022     | Jaume Collet-Serra | Adam Sztykiel, Rory Haines a Sohrab Noshirvani | Beau Flynn, Hiram Garcia, Dwayne Johnson a Dany Garcia                               |
| Shazam! Hněv bohů                                | Shazam! Fury of the Gods                                             | 17. března 2023    | David F. Sandberg  | Henry Gayden a Chris Morgan                    | Peter Safran                                                                         |
| Flash                                            | The Flash                                                            | 16. června 2023    | Andy Muschietti    | Christina Hodson                               | Barbara Muschietti a Michael Disco                                                   |
| Blue Beetle                                      | Blue Beetle                                                          | 18. srpna 2023     | Angel Manuel Soto  | Gareth Dunnet-Alcocer                          | John Rickard a Zev Foreman                                                           |
| Aquaman a ztracené království                    | Aquaman and the Lost Kingdom                                         | 22. prosince 2023  | James Wan          | David Leslie Johnson-McGoldrick                | Peter Safran, James Wan a Rob Cowan                                                  |

## Televizní seriály
| Český název    | Originální název | Řada           | Dílů           | Datum vysílání/vydání v USA | Datum vysílání/vydání v USA | Showrunner     | Stav           |
| Český název    | Originální název | Řada           | Dílů           | První díl                   | Poslední díl                | Showrunner     | Stav           |
| seriál HBO Max | seriál HBO Max   | seriál HBO Max | seriál HBO Max | seriál HBO Max              | seriál HBO Max              | seriál HBO Max | seriál HBO Max |
| -------------- | ---------------- | -------------- | -------------- | --------------------------- | --------------------------- | -------------- | -------------- |
| Peacemaker     | Peacemaker       | 1              | 8              | 13. ledna 2022              | 17. února 2022              | James Gunn     | vydáno         |

## Krátké filmy
Také byly vydávány krátké filmy v rámci série jako bonusy na BD edicích celovečerních filmů. Dějově s nimi souvisí a ukazují drobné epizody ze života některých postav z těchto snímků.
| Český název         | Originální název         | Datum vydání v USA                                         | Režie         | Vydáno s filmem |
| ------------------- | ------------------------ | ---------------------------------------------------------- | ------------- | --------------- |
| Epilog: Ettina mise | Epilogue: Etta's Mission | digitálně: 29. srpna 2017 na fyzickém médiu: 19. září 2017 | Patty Jenkins | Wonder Woman    |

## Zrušené a přepracované projekty
V průběhu let bylo mnoho filmových a seriálových projektů, které měly být součástí DC Extended Universe, zrušeno, nevydáno nebo se stalo součástí jiného fikčního světa.
Filmy
- Black Canary[50]
- Deadshot [51]
- nepojmenované pokračování filmu The Flash[52]
- Gotham City Sirens[53]
- Lobo[54][55][56]
- The Metal Men[57]
- Nightwing[58]
- Plastic Man[59]
- Static Shock[60]
- Zatanna[61][52]

Televizní seriály
- John Constantine[62]
- Madame X[63]
- Creature Commandos[64]
- nepojmenovaný seriál o Val-Zodovi[65]

## Tržby
| Film                                             | Tržby (USD)     | Tržby (USD)   | Tržby (USD)   | Rozpočet (USD) | Zdroj         |
| Film                                             | Severní Amerika | Ostatní státy | Celosvětově   | Rozpočet (USD) | Zdroj         |
| ------------------------------------------------ | --------------- | ------------- | ------------- | -------------- | ------------- |
| Muž z oceli                                      | 291 045 518     | 377 000 000   | 668 045 518   | 225 milionů    | [ 66 ]        |
| Batman v Superman: Úsvit spravedlnosti           | 330 360 194     | 543 277 334   | 873 637 528   | 250 milionů    | [ 67 ]        |
| Sebevražedný oddíl                               | 325 100 054     | 421 746 840   | 746 846 894   | 175 milionů    | [ 68 ]        |
| Wonder Woman                                     | 412 845 172     | 410 009 114   | 822 854 286   | 149 milionů    | [ 69 ]        |
| Liga spravedlnosti                               | 229 024 295     | 428 902 692   | 657 926 987   | 300 milionů    | [ 70 ] [ 71 ] |
| Aquaman                                          | 335 104 314     | 813 424 079   | 1 148 528 393 | 200 milionů    | [ 72 ] [ 73 ] |
| Shazam!                                          | 140 480 049     | 225 600 000   | 366 080 049   | 100 milionů    | [ 74 ]        |
| Birds of Prey (Podivuhodná proměna Harley Quinn) | 84 172 791      | 121 200 000   | 205 372 791   | 84,5 milionů   | [ 75 ]        |
| Wonder Woman 1984                                | 46 801 036      | 122 800 000   | 169 601 036   | 200 milionů    | [ 76 ]        |
| Sebevražedný oddíl                               | 55 817 425      | 112 900 000   | 168 717 425   | 185 milionů    | [ 77 ]        |
| Black Adam                                       | 168 152 111     | 224 800 000   | 392 952 111   | 190 milionů    | [ 78 ]        |
| Shazam! Hněv bohů                                | 36 606 765      | 34 600 000    | 121 403 418   | 125 milionů    | [ 79 ]        |
| Celkem                                           | 2 455 509 724   | 3 836 260 059 | 6 291 769 783 | 2,18 miliardy  |               |